# Yaşma
Yaşma är en ort i Azerbajdzjan.   Den ligger i distriktet Xızı Rayonu, i den östra delen av landet, 50 km nordväst om huvudstaden Baku. Antalet invånare är 212.
Terrängen runt Yaşma är huvudsakligen platt, men västerut är den kuperad. Närmaste större samhälle är Hacı Zeynalabdin, 11,6 km sydost om Yaşma.